# ميديا (منطقة تاريخية)
ميديا (بالفارسية الوسطى Mād) هي منطقة تاريخية كانت تقع في شمال غرب إيران، واشتهرت لكونها القاعدة السياسية والثقافية للميديين. كانت ميديا خلال الفترة الأخمينية تضم أذربيجان الإيرانية الحالية وكردستان الإيرانية وطبرستان الغربية. وباعتبارها ولاية تحت الحكم الأخميني، توسعت أراضيها في النهاية لتشمل منطقة أوسع تمتد إلى جنوب داغستان في الشمال. ومع ذلك بعد حروب الإسكندر الأكبر انفصلت الأجزاء الشمالية بسبب تقسيم بابل وأصبحت تعرف باسم أتروباتين، في حين أطلق على المنطقة المتبقية إسم ميديا الصغرى.

## تاريخ

### تحت حكم الميديين
في عام 678 قبل الميلاد، وحد دياكو قبائل الميديون وأسس أول إمبراطورية إيرانية. تمكن حفيده سيخاريس من توحيد جميع القبائل الإيرانية في إيران القديمة وجعل إمبراطوريته قوة كبرى. عندما توفي سيخاريس، خلفه ابنه أستياجيس، الذي كان آخر ملوك الإمبراطورية الميدية.